# MON.ITA
MON.ITA ist eine zurzeit in Bau befindliche Hochspannungs-Gleichstrom-Übertragung-Seekabelverbindung zwischen dem italienischen Umspannwerk Cepagatti bei Pescara und der noch zu errichtenden Stromrichterstation Lastva Grbaljska in Montenegro. MON.ITA wird eine bipolare HGÜ-Anlage mit einer Betriebsspannung von 500 kV und einer Übertragungsleistung von 1000 MW werden, von der Firma Toshiba realisiert und soll im Jahr 2019 in Betrieb gehen.[veraltet]
MON.ITA wird ohne Freileitungsabschnitte realisiert und in Form eines 415 Kilometer langen Hochspannungskabel von dem sich 393 Kilometer im Meer als Seekabel und 16 Kilometer auf dem italienischen Festland und sechs Kilometer in Montenegro befinden.
Zur Spannungssymmetrierung der bipolaren Strecke werden an Land von der Stromrichterstation bis zu den Erdungselektroden vor der Küste von Italien und Montenegro Kupferkabel mit Querschnitt von 630 Quadratmillimeter verlegt. Dieser Erderkabel ist in Italien 26 Kilometer und in Montenegro 14 Kilometer lang. Das eigentliche HGÜ-Kabel zur Leistungsübertragung wird als zweifaches Aluminiumkabel mit je 1900 Quadratmillimeter realisiert.
Zur Anbindung der Stromrichterstation Lastva Grbaljska an das Drehstrom-Hochspannungs-Übertragungsnetz müssen eine 160 Kilometer lange 400-kV-Freileitung nach Pljevlja und eine 35 Kilometer lange 400-kV-Freileitung zur 400-kV-Freileitung Podgorica II – Trebinje gebaut werden.